# Wybory parlamentarne w Danii w 1971 roku
Wybory parlamentarne w Danii w 1971 roku zostały przeprowadzone 21 września 1971. Wybory wygrała lewicowa partia Socialdemokraterne, zdobywając 37,3% głosów, co dało partii 70 mandatów w 179-osobowym Folketingu. Frekwencja wynosiła 87,2%.
| Partia                       | % głosów | liczba mandatów |
| ---------------------------- | -------- | --------------- |
| Socialdemokraterne           | 37,3%    | 70              |
| Konserwatywna Partia Ludowa  | 16,7%    | 31              |
| Venstre                      | 15,6%    | 30              |
| Det Radikale Venstre         | 14,4%    | 27              |
| Socjalistyczna Partia Ludowa | 9,1%     | 17              |
| Chrześcijańscy Demokraci     | 1,9%     | -               |
| Partia Sprawiedliwości       | 1,7%     | -               |
| Lewicowi Socjaliści          | 1,6%     | -               |
| Komunistyczna Partia Danii   | 1,4%     | -               |
| Slesvigsk Parti              | 0,2%     | -               |
| Suma                         | 100%     | 179             |